# 安田謹
安田謹（やすだ きん、明治5年7月15日（1872年8月18日） - 昭和40年（1965年）7月31日）とは日本の柔術家、柔道家である。

## 経歴
明治5年（1872年）7月15日に生まれる。
家は藩の勘定方で蜂須賀家に仕えていた。関口流免許皆伝を持つ父の安田弥一より関口流柔術を学ぶ。明治23年3月に関口流の免許を得た。
明治21年（1888年）に軍人の森貞邨を婿に迎えた。明治30年（1897年）に夫が死去した後、長女の久美子が誕生。
明治32年（1899年）に上京し東京裁縫女学校で和洋裁を学ぶ。また、八木寅次郎から天神真楊流を嘉納治五郎から柔道を学んだ。柔道では女子部で活躍し全国初の段位のない有段者となった。
明治44年（1911年）に帰県し自宅で道場を開いた。昭和9年（1934年）3月に柔道練士の称号を受けた。
柔術、柔道の他に薙刀、琴、三味線、茶道にも通じていた。
- 関口流免許(明治23年3月)
- 戸田派武甲流薙刀目録(明治37年3月)
- 天神真楊流初許(明治37年10月)
- 講道館柔道 柔の形指南許可(明治44年5月)
- 柔道精錬証(昭和6年7月)
- 柔道錬士(昭和9年3月)